# Jozef Mlacek
Jozef Mlacek (ur. 30 lipca 1937 w Tepličce nad Váhom) – słowacki językoznawca, specjalizujący się w języku słowackim. Do jego zainteresowań naukowo-badawczych należą: frazeologia, leksykologia, syntaktyka i stylistyka.

## Życiorys
W latach 1955–1959 studiował język słowacki i historię w Wyższej Szkole Pedagogicznej w Bratysławie. W 1968 r. uzyskał PhDr., od 1972 r. kandydat nauk, od 1980 r. docent. Wykładał w Rużomberku, a także na uczelniach w Preszowie i Bratysławie. W latach 1987–1990 lektor języka słowackiego na Uniwersytecie w Nowym Sadzie. W latach 1992–2004 dyrektor szkoły letniej Studia Academica Slovaca. Autor publikacji językoznawczych, w tym książki Slovenská frazeológia (1977/1984). Mlacek jest członkiem rady redakcyjnej czasopisma „Slovenská reč”. Został odznaczony Wielkim Medalem św. Gorazda i Złotym Medalem Uniwersytetu Komeńskiego.

## Wybrana twórczość
- Slovenská frazeológia. Bratislava: Slovenské pedagogické nakladateľstvo, 1977/1984. Brak numerów stron w książce